# Миганово
Миганово — деревня в Краснинском районе Смоленской области России. Входит в состав Гусинского сельского поселения. Население — 102 жителя (2007 год). 
Расположена в западной части области в 11 км к северу от Красного, в 5 км южнее автодороги М1 «Беларусь», на берегу реки Днепр. В 14 км севернее деревни расположена железнодорожная станция Гусино на линии Москва — Минск. 

## История
В годы Великой Отечественной войны деревня была оккупирована гитлеровскими войсками в июле 1941 года, освобождена в сентябре 1943 года. 